# Adelpha epione
Espèce
Adelpha epione est une espèce de lépidoptères de la famille des Nymphalidae, sous-famille des Limenitidinae, tribu des Limenitidini et du genre Adelpha.

## Dénomination
Espèce décrite par l'entomologiste français Jean-Baptiste Godart en 1824 sous le protonyme de Nymphalis epione. Elle est, depuis, reclassée dans le genre Adelpha ; le nom actuel est Adelpha epione

### Localité type
- Brésil.

### Taxinomie
Il existe deux sous-espèces :
- Adelpha epione epione (Godart). Localité type : Brésil.

Synonyme Adelpha epione maina (Martin, 1923)
- Adelpha epione agilla (Frushtorfer, 1907)[2]. Localité type : Colombie.

### Noms vernaculaires
Adelpha epionese nomme White-barred Sister en anglais

## Description
Adelpha epione est un papillon d'une envergure de 45 mm à 50 mm à bord externe des ailes antérieures concave. Le dessus est marron avec aux ailes antérieures une bande blanche allant du milieu du bord costal à l'angle interne.
Le revers est plus clair, à bandes marron roux et nacrées avec la même barre blanche aux ailes antérieures que sur le dessus.

## Biologie
Sa biologie n'est pas connue.

## Écologie et distribution
Adelpha epione est présent dans les Andes, en Colombie, en Équateur, en Bolivie, au Brésil et au Pérou,.

### Biotope
Il réside dans la forêt en montagne entre 400 et 1 200 mètres.

### Protection
Pas de statut de protection particulier.